# Discografia de Brown Eyed Girls
Esta é a discografia do girl group sul-coreano Brown Eyed Girls. O grupo possui sete álbuns de estúdio, três EPs e doze singles. Em seis anos de atividades elas venderam mais de 18 milhões de discos (em sua maioria singles digitais).

## Álbuns

### Álbuns de estúdio
| Your Story                                                                                 | - Lançamento: 9 de março de 2006 - Gravadora: CJ Music - Formato: CD                             | 14 | —  | - KOR: 18.408+ - KOR: 20.426+ (Álbum + Recompactado)  |
| Leave Ms. Kim                                                                              | - Lançamento: 6 de setembro de 2007 - Gravadora: Seoul Records - Format: CD                      | 9  | —  | - KOR: 27.424+                                        |
| Sound G.                                                                                   | - Lançamento: 20 de julho de 2009 - Gravadora: Mnet - Formato: CD, download digital              | 3  | —  | - KOR: 92.367+ - KOR: 142.229+ (Álbum + Recompactado) |
| Sixth Sense                                                                                | - Lançamento: 23 de setembro de 2011 - Gravadora: NegaNetwork - Formato: CD, download digital    | 2  | —  | - KOR: 23.122+ - KOR: 31.080+ (Álbum + Recompactado)  |
| Em japonês                                                                                 |                                                                                                  |    |    |                                                       |
| Sound-G                                                                                    | - Lançamento: 25 de agosto de 2010 - Gravadora: Sony Music Japan - Formato: CD, download digital | —  | 54 | - JPN: 4.563+                                         |
| "—" indica lançamentos que não figuraram nas paradas ou que não foram lançados nesse país. |                                                                                                  |    |    |                                                       |

### Álbuns recompactados
| Your Story Special Repackage                                                               | - Lançamento: 30 de agosto de 2006 - Gravadora: CJ Music - Formato: CD                       | — | — | - KOR: 2.018+ |
| Sixth Sense Repackage                                                                      | - Lançamento: 9 de novembro de 2011 - Gravadora: NegaNetwork - Formato: CD, download digital | 6 | — | - KOR: 7.958+ |
| "—" indica lançamentos que não figuraram nas paradas ou que não foram lançados nesse país. |                                                                                              |   |   |               |

### EPs
| With Love                                                                                  | - Lançamento: 17 de janeiro de 2008 - Gravadora: Seoul Records - Formato: CD, download digital | 7 | — | - KOR: 9.908+  |
| My Style                                                                                   | - Lançamento: 18 de setembro de 2008 - Gravadora: Mnet - Formato: CD, download digital         | 8 | — | - KOR: 6.228+  |
| Sound G. Sign (relançamento de Sound G.)                                                   | - Lançamento: 2 de novembro de 2009 - Gravadora: Mnet - Formato: CD, download digital          | 1 | — | - KOR: 49.862+ |
| "—" indica lançamentos que não figuraram nas paradas ou que não foram lançados nesse país. |                                                                                                |   |   |                |

## Singles
| "Come Closer" (다가와서)                                                                   | 2006 | — | — | —  | — |               | Your Story                   |
| "Hold The Line" (feat. Jo PD)                                                              | 2006 | — | — | —  | — |               | Your Story                   |
| "I Got Fooled By You" (너에게 속았다)                                                      | 2007 | — | — | —  | — |               | Leave Ms. Kim                |
| "L.O.V.E"                                                                                  | 2008 | 1 | — | —  | — |               | With Love                    |
| "How Come" (어쩌다)                                                                        | 2008 | 3 | — | —  | — |               | My Style                     |
| "My Style"                                                                                 | 2008 | 3 | — | —  | — |               | My Style                     |
| "Candy Man"                                                                                | 2009 | 2 | — | —  | — |               | Sound G.                     |
| "Abracadabra"                                                                              | 2009 | 1 | — | —  | — |               | Sound G.                     |
| "Sign"                                                                                     | 2009 | 2 | — | —  | — |               | Sound G. Sign (relançamento) |
| "Sixth Sense"                                                                              | 2011 | 1 | 2 | —  | — |               | Sixth Sense                  |
| "Hot Shot"                                                                                 | 2011 | 2 | 6 | —  | — |               | Sixth Sense                  |
| "Cleansing Cream"                                                                          | 2011 | 4 | 6 | —  | — |               | Sixth Sense (relançamento)   |
| "One Summer Night"                                                                         | 2012 | 7 | 8 | —  | — |               | The Original (single)        |
| Em japonês                                                                                 |      |   |   |    |   |               |                              |
| "SIGN"                                                                                     | 2011 | — | — | 24 | — | - JPN: 4.259+ | TBA                          |
| "—" indica lançamentos que não figuraram nas paradas ou que não foram lançados nesse país. |      |   |   |    |   |               |                              |

## Outras canções
| 2011                                                                                       | "An Inconvenient Truth"   | 13  | 23 | Sixth Sense           |
| 2011                                                                                       | "Vendetta"                | 62  | 50 | Sixth Sense           |
| 2011                                                                                       | "Lovemotion"              | 63  | 78 | Sixth Sense           |
| 2011                                                                                       | "La Boheme"               | 74  | —  | Sixth Sense           |
| 2011                                                                                       | "Countdown (Interlude)"   | 148 | —  | Sixth Sense           |
| 2011                                                                                       | "Swing it Shorty (Intro)" | 183 | —  | Sixth Sense           |
| 2012                                                                                       | "Come With Me"            | 40  | 57 | The Original (single) |
| "—" indica lançamentos que não figuraram nas paradas ou que não foram lançados nesse país. |                           |     |    |                       |